# 輻狀沙鮨
輻狀沙鮨，為輻鰭魚綱鱸形目鱸亞目鮨科的其中一種，分布於西大西洋區，從加勒比海南部至巴西海域，棲息深度可達55公尺，體長可達26公分，生活在沿海、河口區，為底棲性魚類，屬肉食性，可作為食用魚。